# Jaan Talts
Jaan Talts (Massiaru, Estonija, 19. svibnja 1944.) je bivši estonski dizač utega te višestruki olimpijski, svjetski i europski prvak.
Talts se najprije bavio lakom atletikom da bi se tijekom studija agrikulture i šumarstva na tehničkom učilištu Tihemetsa posvetio dizanju utega. Već 1967. postao je prvi poluteškaš koji je ukupno podigao preko 500 kg te je proglašen sovjetskim sportašem godine. Sljedeće godine postaje europski prvak u poluteškoj kategoriji dok je na Olimpijadi u Mexico Cityju bio srebrni. Budući da je olimpijski turnir ujedinjavao i svjetsko prvenstvo, Talts je ujedno postao i svjetski viceprvak.
Nakon tog uspjeha, Talts se prebacuje u tešku kategoriju te osvaja dvije svjetske te četiri europske titule prvaka. Također, postao je i olimpijski prvak u Münchenu 1972.
Tijekom svoje sportske karijere postavio je čak 17 svjetskih rekorda u poluteškoj i 25 u teškoj kategoriji. Završetkom aktivnog bavljenja dizanjem utega, Talts je u rodnoj Estoniji nastavio raditi kao trener.
U razdoblju od 1981. do 1988. bio je rektor u estonskoj sportskoj akademiji dok je od 1989. bio zaposlen u estonskom olimpijskom komitetu na više različitih pozicija, uključujući i poziciju predsjednika sportskog komiteta profesionalnih sportova. 1998. godine izabran je u Kuću slavnih Međunarodne federacije dizača utega dok je 2007. imenovan izbornikom nacionalne reprezentacije u dizanju utega.
Osim u sportu, Talts se okušao i u politici te je tijekom 1995. i 1996. bio član estonskog parlamenta odnosno Riigikogua.

## Vanjske poveznice
- Profil Taltsa na Sports-reference.com  Arhivirana inačica izvorne stranice od 21. travnja 2009. (Wayback Machine)